# Кисель, Змицер Владимирович
Змицер Владимирович Кисель (24 мая 1963, Гродно — 30 сентября 2005, Гродно) — белорусский публицист, журналист, историк, общественный деятель Гродненской области, сын известного антисоветского подпольщика Владимира Киселя.

## Биография

### Детство и юность
Отец Змицера, Владимир Кисель, был учителем и участником антисоветского подполья. Был арестован в 1949 году в Гродно, отправлен в исправительно-трудовой лагерь, позднее посажен в тюрьму.
Змицер окончил среднюю школу и начал увлекаться парусным спортом. Позднее он заочно окончил исторический факультет Гродненского государственного университета имени Янки Купалы. В студенческие годы он познакомился с Евгением Вапой, Михалом Андрасюком, Янкой Морданом и другими общественными деятелями.

### Активность
В конце 1980-х годов Змицер Кисель начал активную общественную и просветительскую деятельность. Возглавлял Молодёжное научное общество имени Максима Богдановича. Идея издавать собственную газету пришла членам общины перед Рождеством 1988 года. Змицер пригласил белорусских активистов Янку Мордану и Надежду Артымович для начала работы над газетой. Обсуждение его публикации началось во время встречи в музее Богдановича.
Первый выпуск газеты был опубликован в начале 1989 года.
Члены общины Максима Богдановича организовали сбор средств. Данута Бичель-Загнетова обратилась к Минску, поскольку белорусские издания в то время печатались в Литве, в типографии этой страны. Один молодой белорус, работавший в коммунистической газете Вильнюса, оказал содействие. Литовцы устанавливали высокую стоимость печати — 10 копеек за страницу.
Данута осуществляла набор текста на пишущей машинке, после чего создавался макет, который доставлялся в Вильнюс или передавался через Минск. Распространение не вызвало затруднений — весь тираж был распродан в течение нескольких часов.
Помимо общественной деятельности, Змицер оставил свой след в журналистике. С 1990-х годов он работал в белорусском еженедельнике «Нива», в Белостоке, на Радио Рацыя и в гродненской газете «Пагоня».

### Последние годы жизни и смерть
Последние 3 года жизни Змицер Кисель сильно болел, у него было слабое сердце, а алкоголизм только лишь ухудшил ситуацию со здоровьем.
Накануне своей кончины Змицер Кисель вернулся из Белостока, где гостил у своих друзей. По возвращении домой он лёг на диван и умер вследствие остановки сердца. Тело Змицера Владимировича Киселя было обнаружено спустя несколько дней, поскольку он проживал в одиночестве.
Змицер Владимирович Кисель умер 30 сентября 2005 года в возрасте 43 лет в своей квартире.